# Film4
A Film4 egy magyar kereskedelmi kábeltelevíziós csatorna, mely 2018. április 30-án indult. A csatorna leginkább a filmekre koncentrál.
A csatorna hangja Kisfalvi Krisztina, aki a Spektrum bemondója is volt 1995-től 2009-ig.
A csatorna reklámidejét az Atmedia értékesíti.

## Története
A Story-csatornák (Story4-5) és a GALAXY tulajdonosa, a Digital Media and Communications Zrt. 2017 őszén jelentette be a portfóliója bővítését és csatornái újrapozícionálását, melynek keretein belül a Story4-ből TV4, a Story5-ből Story4, míg a GALAXY-ból Galaxy4 lett, és egy negyedik, új filmcsatorna is indult Film4 néven. A csatorna logóját az összes Network4-es csatornájával együtt védették le 2018. február 20-án. A csatornák átpozicionálására 2018. április 30-án került sor. 
A Film4 2018. április 30-án 16 órakor indult el a Szerelem a csillagok alatt című filmmel. A csatorna egyes szolgáltatóknál a megszűnő Fox helyére került.
2021. január 5-től bekerült a Magyar Telekom IPTV-s kínálatába a csatorna HD változata (a TV4-gyel együtt).

## Közvetlen műholdas vétel
- Műhold: Thor 5, nyugati 1 fok
- Frekvencia: 12,130 MHz
- Polarizáció: H (vízszintes)
- Szimbólumsebesség: 28000
- FEC érték: 7/8
- Moduláció: QPSK, DVB-S
- Képtömörítés: MPEG-2
- Hang: MPEG
- Kódolás: Conax / CryptoWorks / Irdeto 2 / Nagravision 3

## Műsorstruktúra
A csatorna elsősorban nőknek szóló mozi- és tévéfilmeket mutat be. A Film4 kínálatában megtalálhatóak a Hallmark klasszikusai, valamint a legújabb amerikai, brit, francia és német romantikus filmek, vígjátékok és drámák egyaránt, nőknek szóló krimik, thrillerek és rejtélyes történetek is. 
A csatorna a mozifilmeket főként a 20th Century Studios, a Gaumont, a Lions Gate Entertainment, a Paramount Pictures, a Sony Pictures és a Universal Pictures gyűjteményeiből válogatja.